# Laguna Verde (Hualpén)
La laguna Verde es un cuerpo de agua superficial ubicado en el interior del Parque Botánico de Hualpén, perteneciente a la Universidad de Concepción.

## Ubicación y descripción
El año 1974 fue descrita en una publicación científica en los siguientes términos: La Laguna Verde (36047'S, 73°09'W) está ubicada en el interior del Parque Botánico de Hualpén, perteneciente a la Universidad de Concepción, y a unos 900 metros de la desembocadura del Río Bío-Bío en el Océano Pacífico. Pequeña y de forma alargada (Fig. 1) tiene su extremo sur rodeado de un área de inundación casi permanente durante el invierno, el cual es utilizado como campo de pastoreo en los meses de verano. Por efecto de las lluvias su forma y dimensiones varían considerablemente durante las diferentes estaciones del año, alcanzando en 1963 dimensiones máximas de 400 metros de longitud y 120 metros de ancho, para reducirse en el verano a un cuerpo de agua de unos 250 metros de largo por 80 metros de ancho. La profundidad máxima no va más allá de los 3 metros.: 87–91 

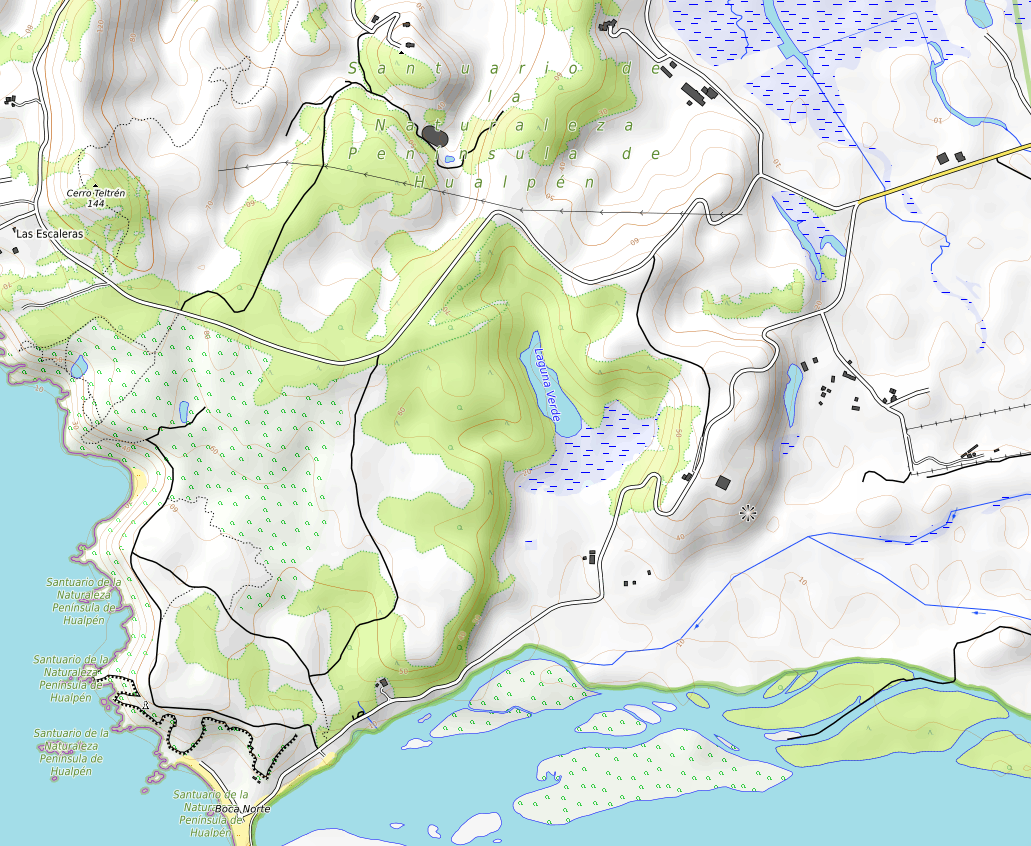
Hualpén, en el centro de la sección aparece la laguna Verde, en OpenStreetMap.